# Samizdat
Samizdat (russo: самиздат, em polonês/polaco:  bibuła, em búlgaro:  самиздат, ucraniano: самвидав) era uma prática nos tempos da União Soviética destinada a evitar a censura imposta pelos governos dos  partidos comunistas nos países do Bloco oriental. Mediante essa prática, indivíduos e grupos de pessoas copiavam textos que não podiam ser publicados, geralmente em máquinas de escrever, e os distribuíam clandestinamente.

## Origem do Nome e definições

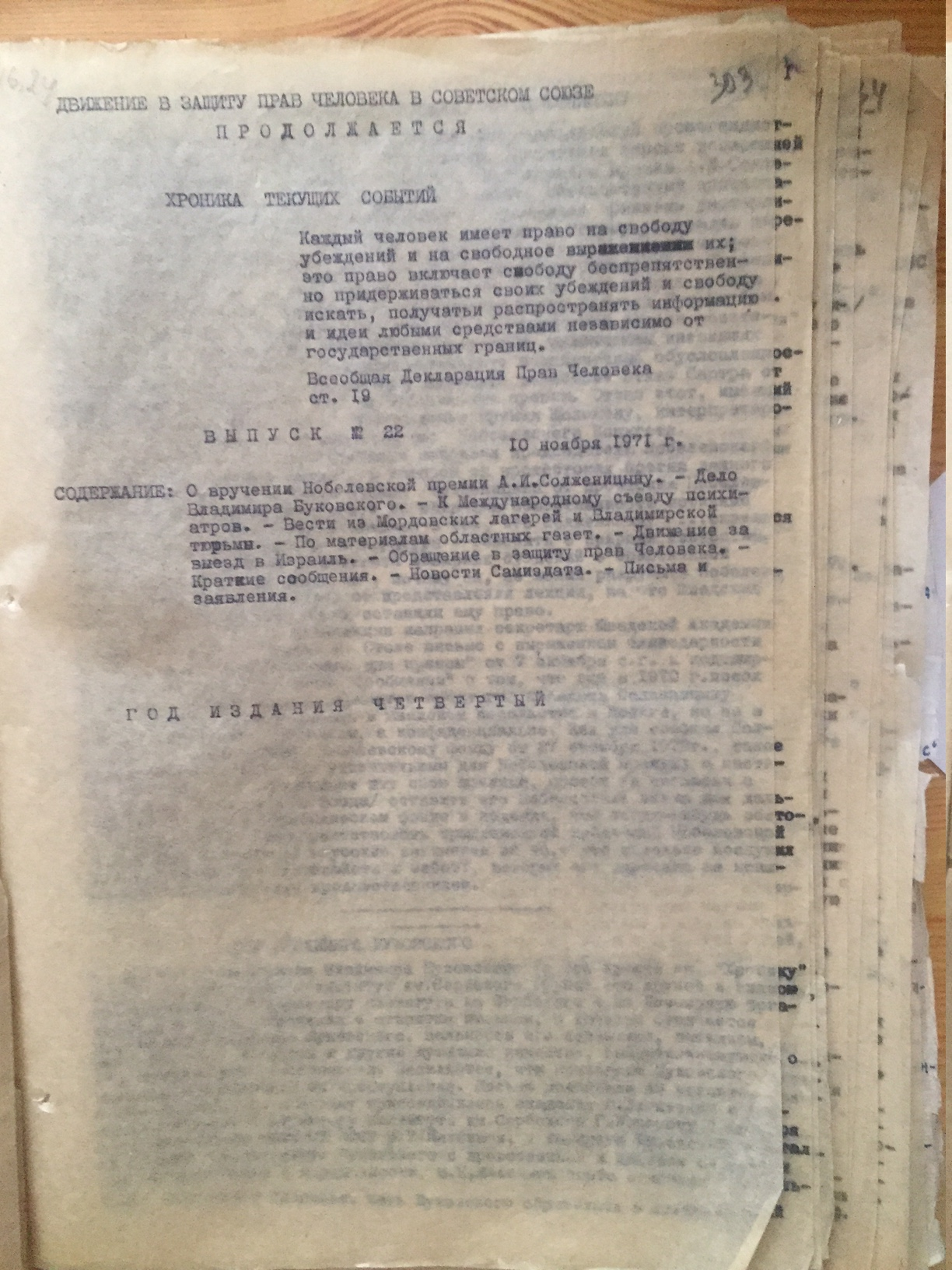
O jornal em Samizdat Crônica de Eventos Quotidianos

Etimologicamente, a palavra samizdat deriva de sam (сам, "por si mesmo") e izdat (издат, uma abreviatura de издательство, izdatel'stvo, "editora") e, portanto, significa "publicado por conta própria". A língua ucraniana tem um termo semelhante: samvydav (самвидав), de sam, "auto", e vydavnytstvo, "editora". O poeta russo Nikolay Glazkov cunhou uma versão do termo como um trocadilho na década de 1940, quando digitou cópias de seus poemas e incluiu a nota Samsebyaizdat (Самсебяиздат, "publicada por eu mesmo") na primeira página.
A tarefa de definir Samizdat não é no entanto simples, já que uma variedade de formas de distribuir literatura sempre existiu. Quando questionado, o historiador Peter Steiner começou citando a definição dada no Dicionário Oxford: “A cópia e distribuição clandestina ou ilegal de literatura (originária e principalmente na URSS); uma “imprensa clandestina”; um texto ou textos produzidos por este. Também trad. e atribuir. ou como adj. Ph. em samizdat, nesta forma de publicação“. Outra definição comum foi dada por Yuri Andropov, então presidente da KGB, num memorando, onde a chamou de “literatura fora da censura” geralmente “manuscrito datilografado ou manuscrito, passado de mão em mão e reproduzido em fotocopiadoras e duplicadoras”. Para Aleksei Yakushev, era “uma espécie de universo de discurso”. O autor Vladimir Bukovskii descreveu-o em termos mais cômicos: "Samizdat: eu mesmo escrevo, edito, censuro, publico, distribuo e passo tempo na prisão por causa disso".
Termos parecidos foram cunhados para se referir a variantes do Samizdat, como o Tamizdat, que se refere à literatura publicada no exterior (там, tam, "lá"), geralmente a partir de manuscritos contrabandeados. Esses livros frequentemente eram publicados por emigres, e recentemente vários livros mostraram o papel da CIA em criar associações culturais que divulgassem esses livros, na visão que eles seriam uma propaganda negativa da União Soviética. Essa foi uma das práticas do que tem sido chamado de Guerra Fria Cultural. Outro exemplo é o Magnizdat, usado para reproduções de áudio.

## História da publicação em Samizdat
Na Rússia, encontramos exemplos de textos que circularam de forma autónoma, tendo sido copiados por particulares, desde os tempos czaristas. Também encontramos por séculos exemplos de livros publicados no exterior e contrabandeados para a Rússia, como a obra de Aleksandr Herzen. Segundo o proeminente escritor dissidente Andrei Siniavskii, Samizdat começou como uma prática de massa com a cópia da poesia de escritores como Anna Akhmatova e Boris Pasternak, que se tornaram inacessíveis para leitores soviéticos. Joseph Brodskii também apontou que seus poemas circularam como o que veio a ser conhecido como Samizdat por muitos anos:
Samizdat é um conceito extremamente flexível. Se por samizdat você quer dizer a passagem de manuscritos de mão em mão e a cópia deles em máquinas de escrever de forma sistemática, então meus poemas começaram a circular antes do início do samizdat. Alguém que gostasse deles simplesmente os copiaria e os levaria para ler. E então alguém os pegaria emprestado dessa pessoa.
Segundo o historiador Peter Steiner, por outro lado, o Samizdat só começou após o fim do stalinismo, no ambiente menos repressivo do Degelo. Desde então, o termo tem sido usado retroativamente, porém a expressão “proto-Samizdat” é mais comum para se referir aos tempos pré-soviéticos. Uma grande diferenciação no Samizdat porém é a técnica: como máquinas eram difíceis de obter, a maioria das cópias de Samizdat foram feitas manualmente, em máquinas de escrever, ou fotografando e imprimindo páginas. Ele também frequentemente aparecia como folhas de papel soltas, que podiam ser lidas coletivamente, com os leitores passando a página para o próximo assim que tivessem terminado.
Um grande passo na tentativa de controlar a produção literária foi a criação da União dos Escritores Soviéticos, em 1934, após o desmantelamento de instituições anteriores, como o Proletkult e a Associação Russa de Escritores Proletários.

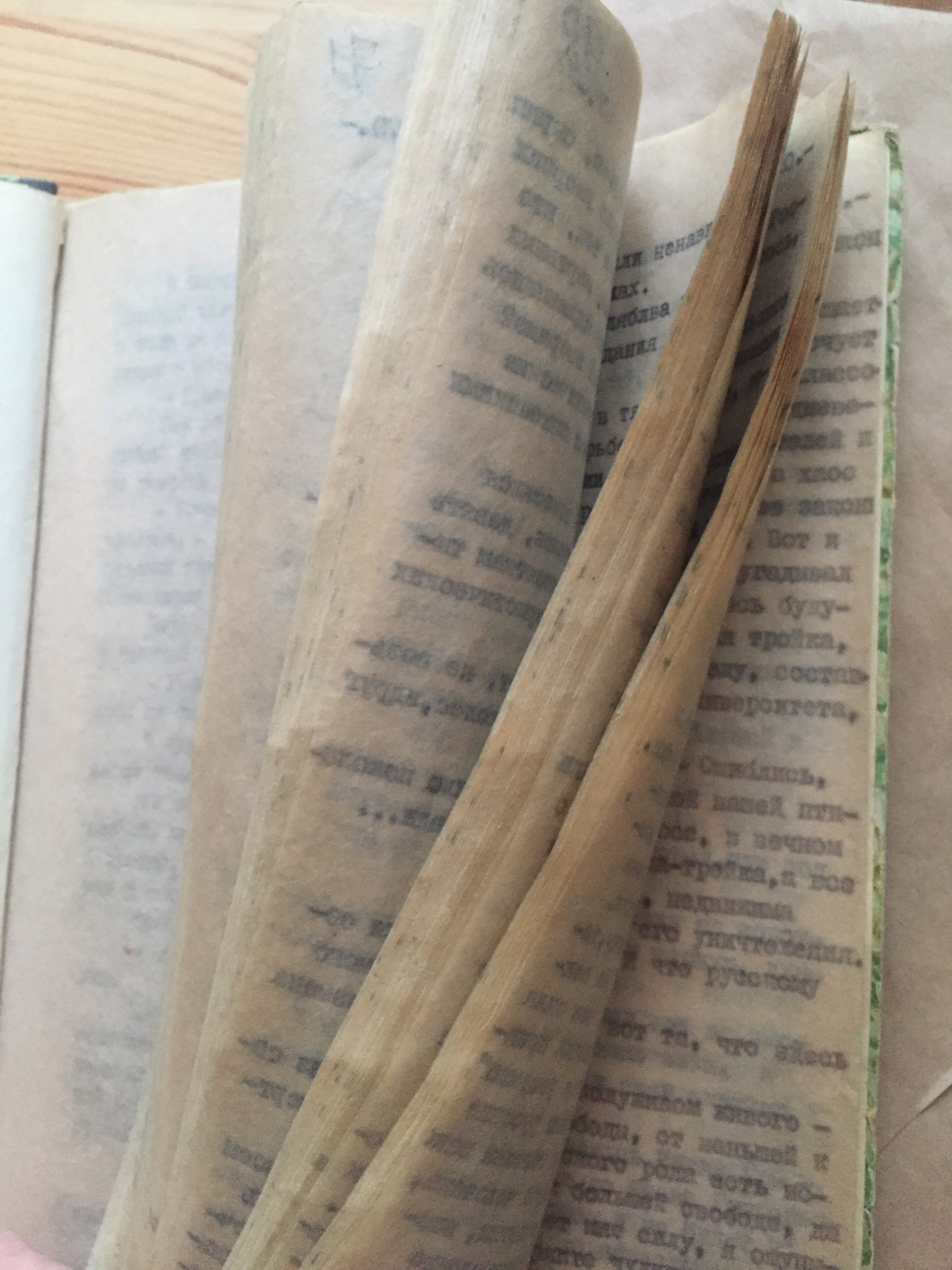
Samizdat em um arquivo em Moscou

Em 1956, O romance Doutor Jivago de Boris Pasternak foi publicado em Milão, um dos casos mais famosos de Tamizdat. O autor foi criticado pelo regime, expulso da União de Escritores e constrangido a recusar o prêmio Nobel de literatura.
Em 1963, um novo escândalo eclodiu com a denúncia de Joseph Brodsky por parasitismo social e, posteriormente, o seu julgamento e condenação ao Gulag. O julgamento trouxe à luz diferentes concepções de literatura, como expressa a famosa troca do autor com o juiz presidente, em que Brodskii foi questionado sobre quem o classificou como poeta, e respondeu perguntando quem o classificou como ser humano.
Isto foi seguido por um dos eventos mais importantes da história da literatura soviética, o Processo Siniavskii-Daniel. Andrei Siniavskii era um conhecido crítico de literatura soviético, próximo de Pasternak, enquanto Yuli Daniel trabalhava como professor e tradutor. Ambos enviaram obras de ficção ao exterior para serem publicadas na imprensa ocidental, usando pseudônimos. Quando as suas identidades foram descobertas, ambos foram presos e julgados segundo o artigo 70 do Código Penal, difamação do Estado soviético. Eles foram as primeiras pessoas a serem julgadas por escreverem ficção desde os julgamentos-espetáculo da década de 1930, no auge do terror estalinista. No entanto, o julgamento foi novo em vários outros aspectos, a começar pelo facto de ambos alegarem inocência. Havia temores de que isto representasse um retorno ao nível de repressão que os escritores experimentaram durante a década de 1930, e uma campanha massiva mobilizou os intelectuais, especialmente com a publicação de cartas abertas. Pouco depois da sua detenção, o matemático Aleksandr Esenin-Volpin organizou o “Encontro de Abertura”, no qual duzentos se reuniram na Praça Pushkin, em Moscou, exigindo um julgamento justo para Siniavskii e Daniel. Siniavskii foi condenado a 7 anos no Gulag, e Daniel a 5.
Em 1966, novas leis foram criadas para abordar especificamente a questão da publicação clandestina. Estes incluíam o artigo 190-1, sobre calúnias contra o sistema soviético, e 190-3, para reuniões públicas que perturbam a paz. Ao contrário do Artigo 70, utilizado contra os estudantes reunidos na Praça Maiakovskii, e também contra Siniavskii e Daniel, não exigiam prova de intenção anti-soviética, mas apenas “difamação”, “descrédito” ou “falsa fabricação”. Ele também criou diferenças legais entre a produção e a distribuição de material. Em 1968, Aleksandr Ginzburg, Yuri Galanskov, Aleksei Dobrovolskii e Vera Lashkova foram presos pela produção e distribuição do Livro Branco, um relato Samizdat do julgamento de Siniavskii-Daniel. Todos foram condenados a penas de prisão em campos de trabalhos forçados devido à circulação do livro em Samizdat e à sua publicação no exterior.

## Exemplos de Samizdat e Tamizdat
Vários romances famosos circularam em Samizdat, por exemplo:
- Réquiem, de Anna Akhmatova
- O Mestre e Margarida, de Mikhail Bulgakov
- Doutor Jivago, de Boris Pasternak
- Arquipélago Gulag, de Soljenítsin
- O Discurso Secreto de Nikita Khruschov

## Historiografia do Samizdat

### Críticas do Samizdat como prática dissidente
O Samizdat foi mais comumente visto como uma prática de dissidentes, uma forma de expressar livremente textos proibidos pela censura. No entanto, não era incomum que os mesmos textos circulassem tanto na imprensa oficial quanto em Samizdat, como foi o caso por exemplo do romance Um Dia na Vida de Ivan Denisovitch, de Soljenítsin. Também é importante destacar que a maioria dos estudos até hoje foca nas obras de pessoas politicamente reprimidas pelo Estado, que lutavam pelo fim da censura e dos GULags, mas que esse não era o caso de todo Samizdat. Muito do material não era diretamente político, como era o caso de manuais de Yoga e versões do Kama Sutra, que também circularam como Samizdat. E nem todo material político era progressista, já que materiais defendendo a monarquia ou o anti-semitismo também circularam. Ver o Samizdat como sinônimo de luta contra a opressão é hoje em dia considerado uma visão reducionista, que não compreende a sua complexidade como fenômeno cultural.

### O lugar do Samizdat na História do Livro
Muitos trabalhos tentaram analizar o lugar do Samizdat na História do Livro. Segundo o Historiador Roger Chartier, escritores não escrevem livros, eles escrevem manuscritos. Livros não são escritos, são produzidos por editores. Com base nesse conceito, o Samizdat deve ser encarado como manuscrito, e não como livro. Segundo a historiadora Valentina Parisi, eles promoveram uma disrupção de papéis na História do Livro, interrompendo a tradição segundo a qual escritores escrevem e leitores lêem.
Gordon Johnston estudou a aplicação dos modelos de comunicação entre autor e leitor, criados pelo historiador do livro Robert Darnton, para o Samizdat. Ele apresenta problemas que o modelo apresenta quando aplicado a redes subterrâneas, uma vez que a ilegalidade altera o modelo de três maneiras: primeiro, aumentando o nível de risco físico e financeiro, que pode afetar as decisões de preços, segundo, causando interrupções no fluxo de informações que é necessário que os editores e vendedores decidam o que estocar e, em terceiro lugar, expondo os leitores e potenciais leitores ao risco para adquirirem os livros. No entanto, a questão é ainda mais complicada pelo estudo do Samizdat, que não é afetado da mesma forma por considerações financeiras: ele raramente era comprado e vendido, mas distribuído entre amigos.
Isso se torna claro em trabalhos recentes como o estudo de Alexandeer Jacobsen dos "Quatro Gulags" quatro versões do livro Arquipélago Gulag, de Soljenitsin, com exatamente o mesmo texto, mas que formam quatro livros distintos, direcionados a leitores diferentes, e semioticamente diversos.

### Samizdat como cultura extra-Gutenberg:
A professora Ann Komaromi, da Universidade de Toronto, definiu Samizdat como uma forma de produção cultural e, mais especificamente, como uma cultura Extra-Gutenberg. Komaromi fez referência ao livro de Adrian Jones, The Nature of the Book: Print and Knowledge in the Making, que mostra a instabilidade do livro no início da impressão e aplica o conceito ao período soviético. Ela também usou a caracterização de Elizabeth Eisenstein da impressão do período pós-Gutenberg com base em três características: padronização, disseminação e fixidez. A falta dessas características oporia o Samizdat à cultura impressa tradicional. 

Samizdat seria diferente em todos os três aspectos: Samizdat carecia de padronização, porque não estava sob nenhuma forma de controle centralizado. Ele dependia de pessoas para copiar e distribuir os materiais. Isto poderia afetar diretamente a padronização, e era comum que textos Samizdat fossem alterados de copista para copista, em alguns casos com pequenos erros, e outros com alterações significativas. Existem vários casos de passagens que foram cortadas ou alteradas por datilógrafos que estavam cansados ou apenas sentiram que estavam melhorando o texto. Um exemplo famoso disso seriam as diversas versões em circulação do livro Exodus, de Leon Uris. Em alguns casos, os tradutores cortaram partes do romance por questões de brevidade, resultando em versões do romance que tinham entre cento e cento e cinquenta páginas a menos do que as seiscentas originais. Em outros, retiraram toda uma trama, o romance entre um homem judeu e uma mulher cristã, possivelmente considerando-o impróprio para alguns leitores. O texto resultante tinha cerca de 150 páginas, um quarto do original. O sobrevivente do Gulag e escritor Varlam Shalamov é outro exemplo, pois em 1972 chegou ao ponto de rejeitar as suas obras publicadas em Samizdat e Tamizdat devido à sua instabilidade. Como um copista de Samizdat escreveu:
O destino dos manuscritos em samizdat é perfeitamente medieval: eles não estavam sob nosso controle, não os orientamos, pessoas desconhecidas fizeram seus próprios acréscimos. . . . Além disso, a tradução para o samizdat produziu as suas próprias particularidades. Muitas alusões, que não seriam compreendidas sem comentários extensos, tiveram que ser extirpardas – por exemplo, referências a livros não traduzidos de Huxley e Faulkner, e até mesmo a obras traduzidas, porque afinal não eram bem conhecidas dos leitores russos. Às vezes eu mesmo encurtava, por exemplo, trechos que me pareciam repetição, porque estava com muita pressa. Em uma palavra, esta não foi de forma alguma uma preparação acadêmica de um manuscrito.
Além disso, os textos publicados em Samizdat também não tinham disseminação assegurada, podendo ser destruídos pela polícia, e nem capacidade de fixar o texto, produzindo uma versão autoritativa.

### Samizdat como prática de leitura:
Diferentes formas de leitura, que se tornaram incomuns no mundo contemporâneo, voltaram a ser comuns na leitura de textos Samizdat, notadamente, era comum lê-los em voz alta. Violetta Guldkova analisou o papel do apartamento de Mikhail Bulgakov ao tornar-se uma versão de um salão literário do século anterior. Os salões literários foram instituições nos séculos XVIII e XIX, mas desapareceram após décadas de tiragens em massa. Porém, a leitura de suas obras em voz alta, em ambiente privado, tornou-se uma forma de autores excluídos da imprensa oficial, novamente uma forma de divulgar suas obras e de ter contato com o público.
A historiadora italiana Valentina Parisi é responsável por criar o termo Leitor Excedente, referindo-se aos copistas de samizdat, leitores que excediam o seu papel normal e se transformavam em editores ao copiar manuscritos.  Além disso, o Samizdat gerou práticas próprias entre comunidades alternativas, como os grupos que se encontravam no prédio do escritor Mikhail Bulgakov para grafitar trechos de seus romances nas paredes.